# Janus Kiepoog

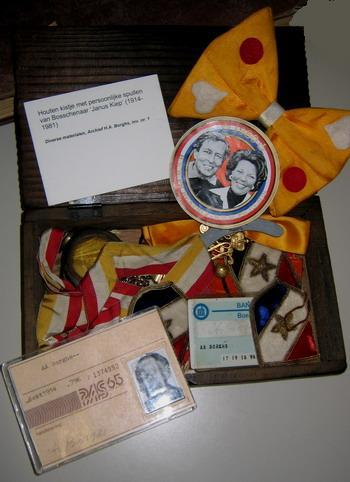
Persoonlijke bezittingen van Janus in het Stadsarchief.

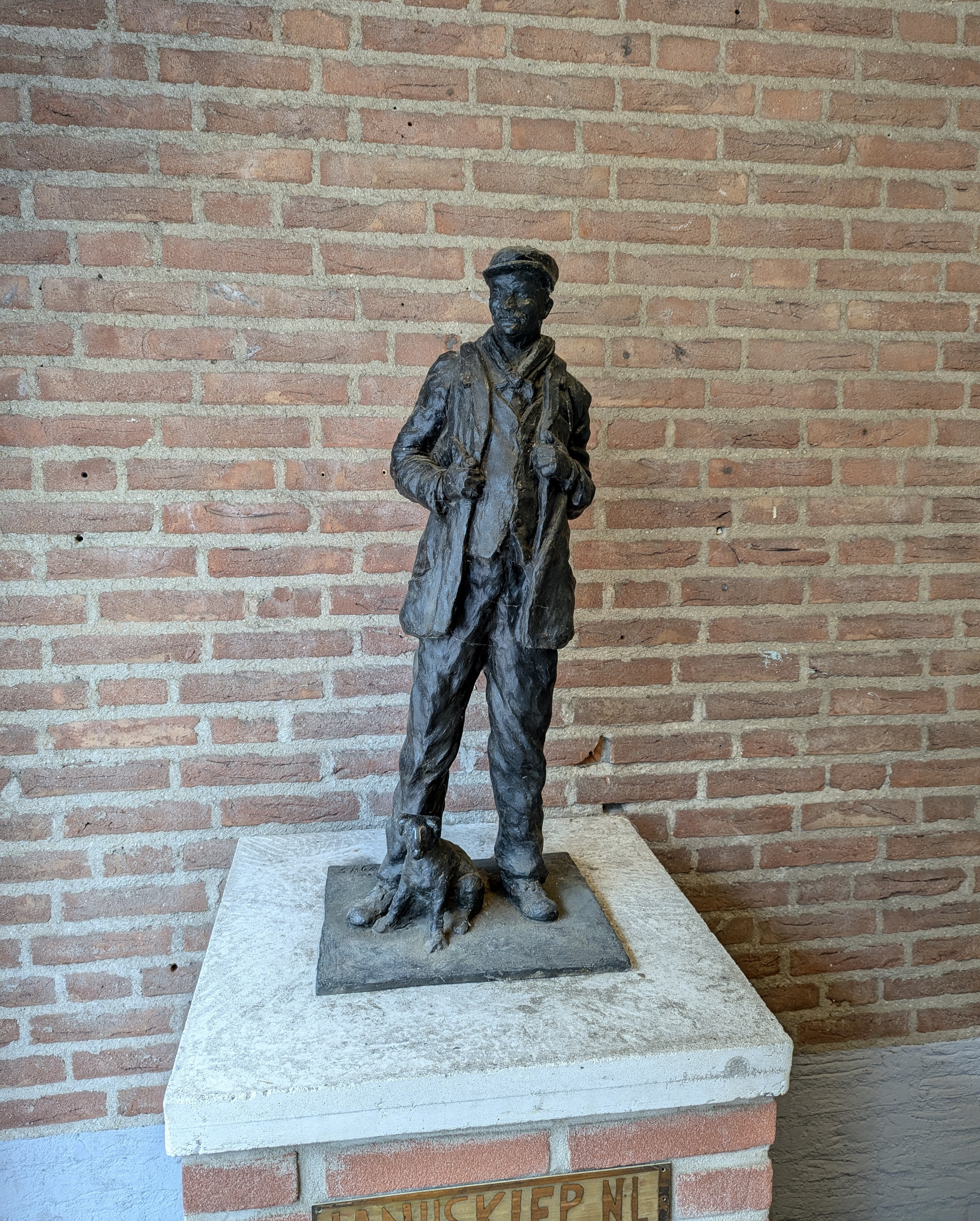
Sculptuur van Janus door Frank van der Loo.

Janus Borghs ('s-Hertogenbosch, 6 oktober 1914 - aldaar, 5 oktober 1981) was als Janus Kiepoog, of Janus Kiep, een bekende Bosschenaar. Over hem deden en doen nog steeds vele verhalen de ronde.

## Biografie
Janus was een in zijn gezicht verminkt zwak-begaafd persoon. Zijn naam "Kiepoog" is mogelijk afgeleid van het Bossche werkwoord "kiepen" = "de ogen toeknijpen". Een van Janus' ogen leek permanent te zijn dichtgeknepen. Een andere verklaring zou zijn, dat "kiep" het Bossche dialect is voor kip. De rimpelige mismaaktheid van Janus' oog deed denken aan een kippenoog. 
Sommige bronnen beweren dat zijn mismaaktheid het gevolg was van een "onvrijwillige val" (lees: hij werd mogelijk geduwd) als kind, met zijn gezicht tegen een brandende kolenkachel. Hij groeide tijdens zijn leven uit tot een lokale bekendheid. 
Met carnaval liep hij altijd voorop en joeg de kijkende kinderen langs de kant van de weg schrik aan door plotsklaps voor ze te gaan staan. Met de plechtige omgang (stille omgang) was hij ook altijd aanwezig. Janus had er een aardigheid in om bij de HEMA de strikken van de schorten van de verkoopsters los te trekken. 
In 's-Hertogenbosch (achter de parkeergarage aan de Wolvenhoek) staat een beeldje te zijner nagedachtenis, van Janus met zijn hondje. De voormalige woning van Janus Borghs is nog steeds te bewonderen in het Lombardje in het centrum van 's-Hertogenbosch. In 1983 werd in het gangetje onder het voormalige huisje van Janus een gedenksteen opgehangen met de tekst van Jan van Sleeuwen:
Dit blijve, een taal en teken,
een man alleen,
de pijp, de hond,
het oog, de bloemen,
Bossche grond
hier had hij 't wel bekeken.
Janus is begraven vooraan op de begraafplaats Orthen. De gemeente betaalde zijn begrafenis. In 2021 was er een donatie-actie om de verlenging van de grafrechten te kunnen betalen.
Het Stadsarchief van 's-Hertogenbosch heeft een kistje van Janus Borghs met zijn persoonlijke bezittingen in zijn collectie.